# Markocin (województwo zachodniopomorskie)
Markocin – osada w Polsce położona w województwie zachodniopomorskim, w powiecie gryfińskim, w gminie Cedynia.
W latach 1975–1998 miejscowość administracyjnie należała do województwa szczecińskiego.